# Georg Gänswein
Georg Gänswein JCD (Ühlingen-Birkendorf - Baden-Württemberg, 30 de julho de 1956) é um prelado alemão da Igreja Católica Apostólica Romana foi Prefeito da Casa Pontifícia até o dia 15 de junho de 2023, quando recebeu ordens para retornar à sua diocese de origem. Atualmente, é o núncio apostólico na Lituânia, Estónia e Letónia.

## Biografia
Conhecido pelos italianos como Padre Georg ou Bel Giorgio (Belo Jorge), Gänswein nasceu em uma pequena cidade da Floresta Negra no sul da Alemanha. Foi ordenado sacerdote no dia 31 de maio de 1984 e incardinado na Arquidiocese de Freiburg im Breisgau.
Desde sua ordenação, Gänswein se dedicou com rigor a atividades acadêmicas. Recebeu seu doutorado em direito canônico na Universidade Ludwig Maximilians de Munique em 1993. Depois de ser juiz do Tribunal Eclesiástico Arquidiocesano e colaborador pessoal do Arcebispo, chegou a Roma em 1995 como oficial da Congregação para o Culto Divino e Disciplina dos Sacramentos.
No ano seguinte foi transferido para a Congregação para a Doutrina da Fé, onde posteriormente, em 2003 passou a ser secretário particular do Cardeal Ratzinger. No ano 2000 o Papa João Paulo II lhe concedeu o título de Monsenhor, como Capelão de Sua Santidade. Em 2005, manteve-se no cargo, sendo secretário particular do Romano Pontífice.
No dia 7 de dezembro de 2012 foi nomeado pelo Papa Bento XVI como Prefeito da Casa Pontifícia, elevando-o a dignidade de arcebispo com a sede titular de Urbisaglia.
Em 6 de janeiro de 2013, Solenidade da Epifania do Senhor o Papa Bento XVI ordenou Dom Georg e mais três Arcebispos: Angelo Vincenzo Zani, Secretário da Congregação para a Educação Cristã; Fortunatus Nwachukwu, Núncio Apostólico na Nicarágua e Nicolas Thévenin, Núncio Apostólico na Guatemala.
Gänswein disse que sabia do plano do Papa de renunciar "há algum tempo" e tentou fazê-lo mudar de ideia, mas "o Papa Bento XVI havia chegado a uma decisão. Ele não deveria ser abalado", disse ele. Ele disse que a notícia pareceu “uma amputação” e que “aceitar e aceitar minha nova função é doloroso”. Ele se ressentiu com o fato de a imprensa ter acolhido a decisão do Papa Francisco de não morar nos apartamentos papais e disse que "Bento não morava nos apartamentos papais por razões egoístas - ele também era muito modesto". Depois de vários meses trabalhando para Francisco, ele disse: “No início de cada dia, encontro-me mais uma vez esperando para ver o que será diferente hoje”. Então, depois das 21h, ele cuidava dos assuntos e da correspondência de Bento XVI.
Em 2019, depois que Dom Evaristo Pascoal Spengler, O.F.M., do Marajó, disse aos repórteres que as revisões que Bento XVI fez no direito canônico em 2009 poderiam permitir a ordenação de mulheres diáconas, Gänswein disse que a afirmação era "totalmente absurda e errada". Ele disse que não havia falado com Bento XVI sobre o assunto e que seus comentários “vêm apenas de mim”.
Gänswein ainda detinha o título de prefeito quando o Papa Bento XVI morreu em 31 de dezembro de 2022. Ele se encontrou com o Papa Francisco em 9 de janeiro, 4 de março e 19 de maio de 2023, ainda identificado pelo seu título de prefeito.
Em abril de 2023, o Papa Francisco disse a um entrevistador que havia dito a Gänswein para desocupar seu apartamento na Cidade do Vaticano dentro de alguns meses e depois morar na Itália, fora do Vaticano, ou em sua Alemanha natal.
Em 15 de junho de 2023, a Assessoria de Imprensa da Santa Sé anunciou que o último dia de Gänswein como prefeito era 28 de fevereiro de 2023 e que "por enquanto" o Papa Francisco havia lhe dito para retornar à sua diocese de origem, a Arquidiocese de Freiburg im Breisgau. O fato de Gänswein ter permanecido em Roma era uma anomalia; seus predecessores receberam atribuições que os levaram a outro lugar. O fato de ele não ter recebido um novo papel era incomum.
Em 24 de junho de 2024, o Papa Francisco o nomeou núncio apostólico da Lituânia, Estónia e Letónia. Uma nomeação para um cargo diplomático é tradição para ex-secretários papais e havia rumores sobre Gänswein já em março de 2023, e uma designação para os Estados Bálticos foi discutida na imprensa em abril de 2024. A Agência Católica de Notícias descreveu a nomeação de Gänswein como núncio como uma surpresa, já que ele e o papa tiveram uma “relação bastante tensa” e Francisco o deixou sem cargo oficial por um ano.

## Brasão

Brasão de armas durante pontificado do Papa Bento XVI

Brasão de armas durante pontificado do Papa Francisco

Como membro da Casa Papal, as armas de Gänswein incluíam as do papa reinante à esquerda. O brasão foi desenhado e adotado quando ele recebeu a ordenação episcopal em 6 de janeiro de 2013 e modificado quando Francisco sucedeu Bento XVI em março de 2013. Como ele não é mais membro da Casa Papal, seu brasão não inclui mais o do Papa Francisco. Assim, antes o escudo era dividido, com o Direito do brasão de armas do Papa Bento XVI, com as vieiras em gules, o Mouro de Freising e Corbiniano em or. Com a subida de Francisco, este lado passa a ter o escudo eclesiástico de blau, com um sol radiante e flamejante de jalde carregado do monograma IHS de goles, sobreposta a letra H de uma cruz do mesmo e três cravos de sable postos em pala, sob o monograma – armas da Companhia de Jesus - acompanhado em ponta de uma estrela de oito pontas senestrada de um ramo de flor de nardo, ambos de jalde. O outro lado possuia ligações em um azure com o Dragão de São Jorge, vertical perfurado por uma lança acima de uma prata, com uma estrela de sete pontas. Este lado é o seu atual brasão de armas. Acima do escudo uma cruz patriarcal, rodeado por um galero verde de um arcebispo com 20 borlas. Além disso, contém o revestimento de armas com a divisa episcopal: Testimonium perhibere Veritati. ( "Pois a verdade para dar testemunho", João 18:37)